# Brâgleasa, Mehedinți
Brâgleasa este un sat în comuna Dumbrava din județul Mehedinți, Oltenia, România.